# 邪佞
《邪佞》（英語：Holy３）是一部於2021年8月27日上映於台灣的懸疑短片電影，改編自暗網都市恐怖傳說，由新銳導演楊和蒲執導，陽靚和高英軒主演。他們在片中飾演一對關係疏離的夫妻，妻子為了挽救婚姻，求助於超自然力量，結果卻造成無法挽回的後果。全台票房總計1,016,660新台幣。

## 外部連結
Garage Play 車庫娛樂 - 邪佞 （页面存档备份，存于）